# Hauptfriedhof Würzburg

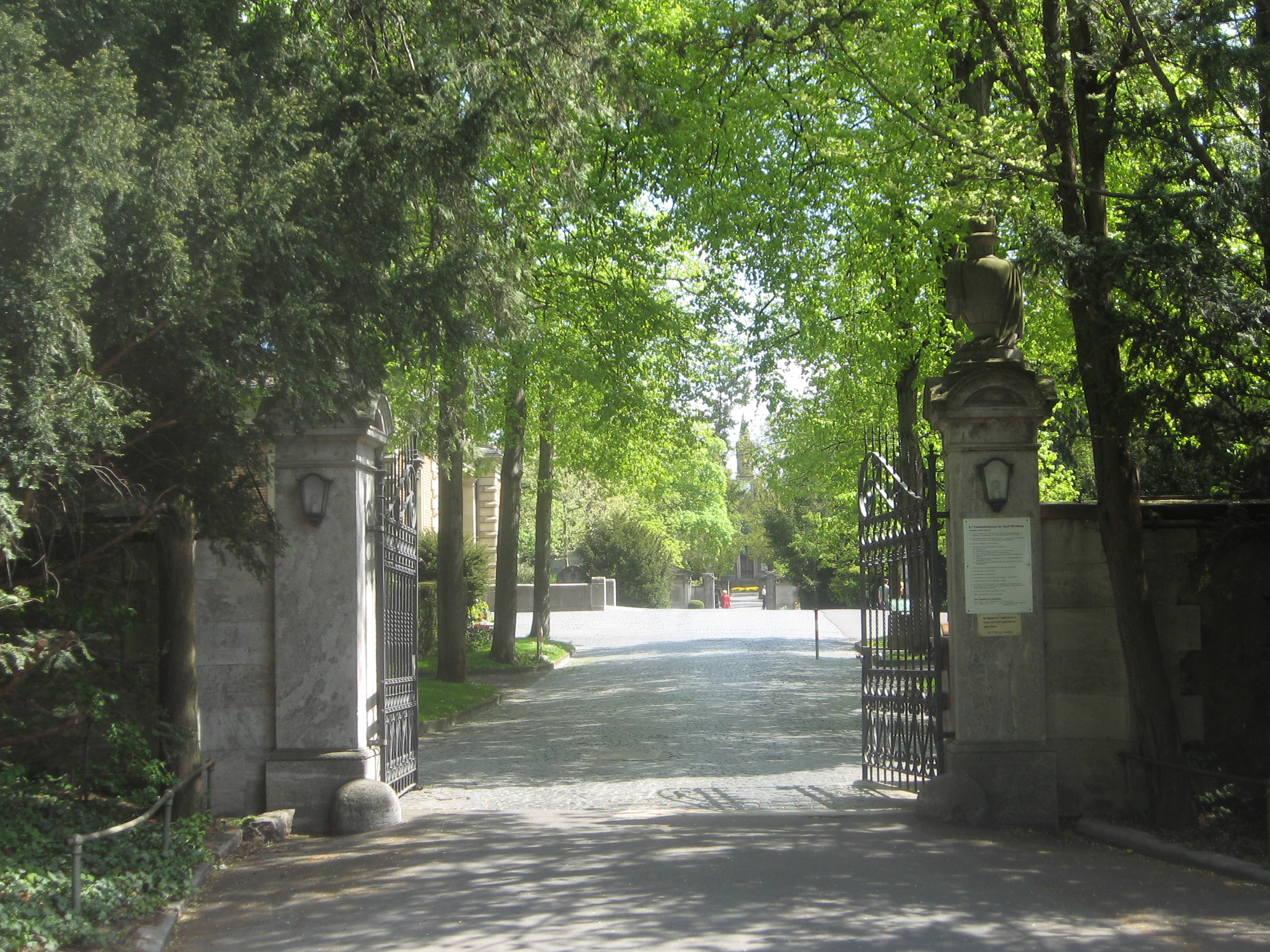
Der Haupteingang

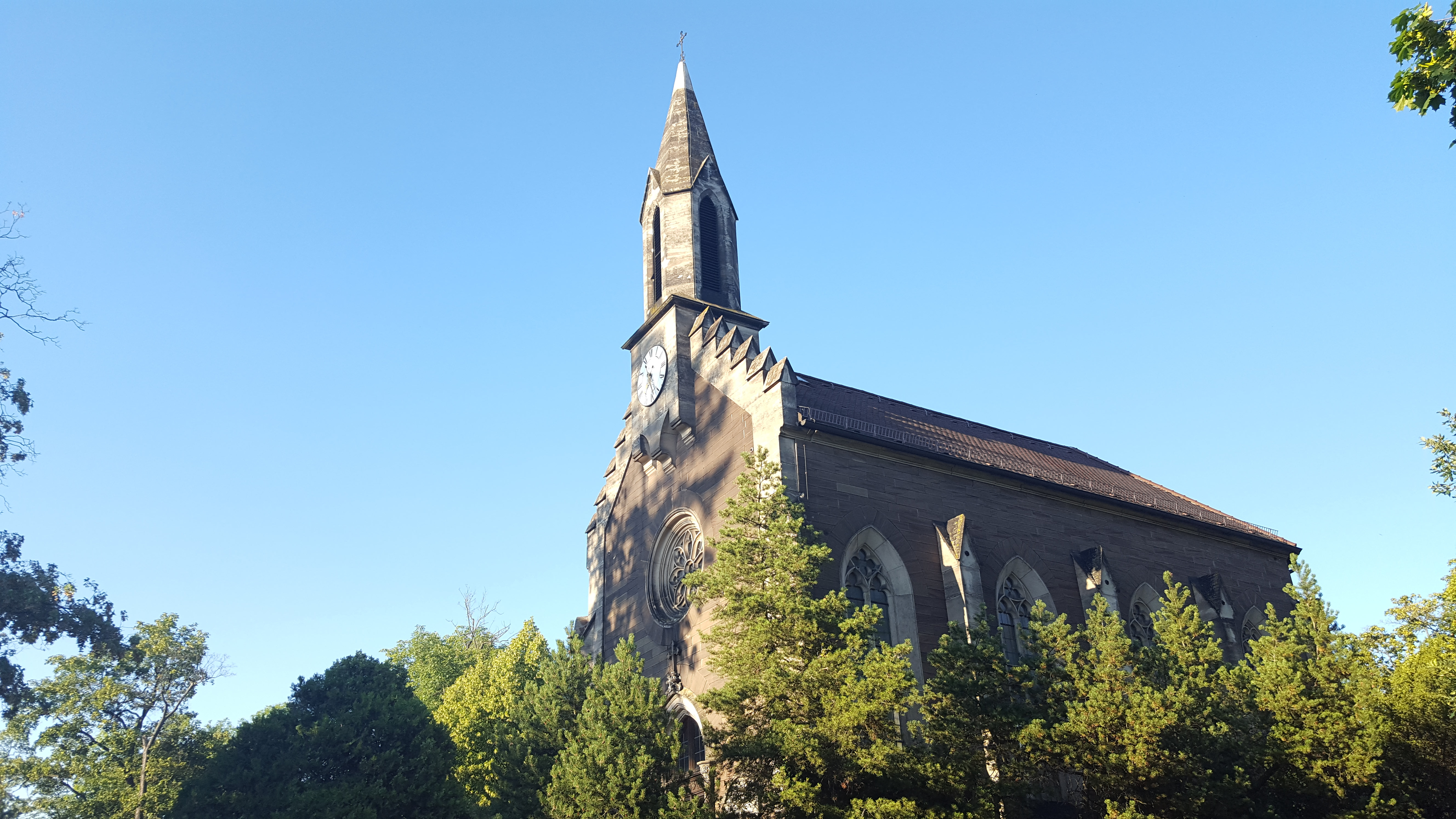
Kapelle auf dem Friedhofsgelände

Der Hauptfriedhof Würzburg ist mit einer Fläche von 112.727 m² und insgesamt 20.000 Grabstätten der größte Friedhof Würzburgs.

## Geschichte
Der Friedhof wurde 1803 vor dem Neutor angelegt, nachdem die Städte aus Hygienegründen verpflichtet worden waren, Friedhöfe außerhalb der Stadtmauern einzurichten. Eingesegnet wurde der Friedhof am 3. Juni durch Pfarrer Deppisch vom Stift Haug. 1804 wurden drei Leichenwagen beschafft. Ab 1806 war der Friedhof in Gebrauch. Der erste Leichnam, der auf dem neuen Friedhof beerdigt wurde, war der des Gastwirts Jakob Winter.
1909 wurde eine elektrische Leitung vom Leichenhaus zur Friedhofskapelle gelegt, um den Einsatz des Grabgeläutes besser zu koordinieren.
Ab 1911 wurden auch Urnenbeisetzungen auf dem Hauptfriedhof gestattet.
Beim Bombenangriff auf Würzburg am 16. März 1945 starben über 5000 Personen. Sie wurden in einem Massengrab, der Kriegsgräberstätte Bombenopfer Würzburg Hauptfriedhof vor dem Haupteingang des Würzburger Hauptfriedhofes, der bei diesem Angriff schwer beschädigt wurde, beigesetzt.
In den 1980er Jahren wurde eine Schließung des Hauptfriedhofes diskutiert und mehr als die Hälfte der Grabstätten wurden durch den Stadtrat mit Wirkung ab 1997 für Erdbestattungen gesperrt. Dieser Beschluss wurde im Jahr 2000 revidiert. 1700 Grabstätten sind allerdings auch weiterhin nur für Urnenbestattungen zugelassen.

## Gebäude

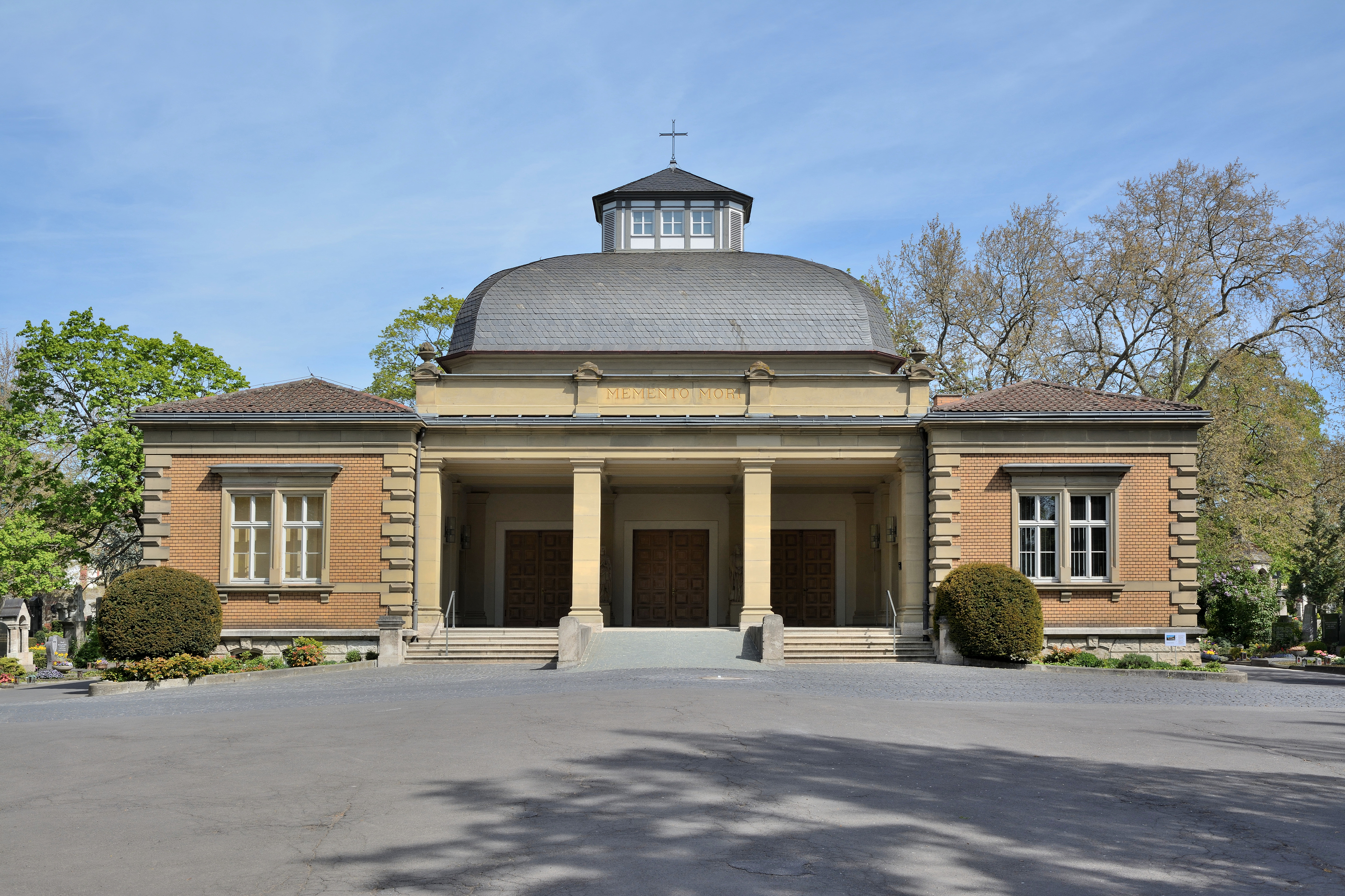
Die Aussegnungshalle

1732 war ein Ölberg nach den Plänen Balthasar Neumanns von Matthäus Kolb erbaut und mit Figuren von Wolfgang von der Auvera ausgestattet worden. Er wurde später von seinem ursprünglichen Standort in den Städtischen Friedhof, also den Hauptfriedhof, verlegt.
Das erste Leichenhaus wurde 1828 in Betrieb genommen und 1896 durch einen Neubau ersetzt. 1985 wurde die heutige Aussegnungshalle eingeweiht.
1859 wurde die neogotische Friedhofskapelle, die nach den Plänen Josef Scherpfs (1822–1894) erbaut worden war, eingeweiht.

## Persönlichkeiten
Auf dem Würzburger Hauptfriedhof fanden unter anderem folgende Persönlichkeiten ihre letzte Ruhestätte:
- Johann Michael von Seuffert (1765–1829), Jurist und Politiker
- Carl Gottfried Scharold (1769–1847), Historiker und Verwaltungsjurist, erhielt ein Ehrengrab
- Elisabeth Scheuring (1897–1971), Mundartdichterin, das Grab Scheurings ist heute aufgelöst, eine Tafel erinnert an die Künstlerin
- Max Dauthendey (1867–1918), deutscher Dichter und Maler. Grab in Abteilung 1, Feld 2, Nummer 30.
- Ignaz Denzinger (1782–1862), Historiker und Hochschullehrer
- Fried Heuler (1889–1959), deutscher Bildhauer.
- Ignaz Ising (1845–1919), Balneologe und Badearzt in Bad Kissingen
- Albert von Kölliker (1817–1905), Schweizer Anatom und Physiologe, Gründungsmitglied der Physikalisch-Medizinischen Gesellschaft. Beigesetzt in Abteilung 2, Nummer 184.
- Wilhelm Leibl (1844–1900), Maler des 19. Jahrhunderts. Sein Grab liegt in der Abteilung 1, Feld 2, Nummer 29, 50 Meter südlich der Aussegnungshalle.[2]
- Hans Sperlich (1847–1931), Maler, Vorsitzender „Mainfr. Verein für Kunst und Geschichte“; Familiengrab Erb/Sperlich
- Max Mengeringhausen, Gründer Firma Mero, Überdachung Olympiastadion Berlin, Flughafen Frankfurt am Main, Hauptbahnhof Berlin. Beigesetzt in Abteilung 1, Feld 2, Nummer 30.
- Maria Julitta Ritz (1882–1966), Ordensschwester, deren Seligsprechung vorbereitet wird; am 21. Mai 1983 wurden die Gebeine in der Mutterhauskirche der Erlöserschwestern in Würzburg beigesetzt
- Emy Roeder (1890–1971), Bildhauerin und Zeichnerin
- Agnes Sapper (1852–1929), Schriftstellerin, Jugendbuchautorin. Grab in Abteilung 2, Feld 2, Reihe 59, Nummer 14.
- Elisabeth Scheuring (1897–1971), Dialektdichterin
- Johann Sperl (1840–1914), deutscher Maler, gemeinsamer Grabstein mit Wilhelm Leibl.
- Hermann Zilcher (1881–1948), deutscher Komponist, Pianist, Dirigent und Musikpädagoge, Begründer des Würzburger Mozartfestes. Grab in der Abteilung 2, Nummer 81.
- Sigrid Meuschel (1944–2016), deutsche Politikwissenschaftlerin und Professorin an der Universität Leipzig.
- Nicolino di Camillo (1921–2015), italienischer Gastronom, Gründer der ersten Pizzeria in Deutschland März 1952
- Barbara Stamm (1944–2022), deutsche Politikerin und bayerische Landtagspräsidentin

## Gedenkstätten
Für Ludwika Mirska (z Godlewskich), auch unter dem Namen Ludwika Godlewska, die vom Gynäkologen Friedrich Wilhelm Scanzoni von Lichtenfels in Würzburg behandelt wurde, aber nicht mehr gerettet werden konnte, wurde zum Gedenken eine 3,50 Meter hohe Engelskulptur auf dem Friedhof errichtet. In Veiveriai, 16 Kilometer südwestlich von Kaunas in Litauen, wurde sie in der Kirche St. Ludwig begraben. Auf dem Kirchplatz von Veiveriai erinnert ein zweiter Engel gleichen Aussehens an sie.

## Galerie

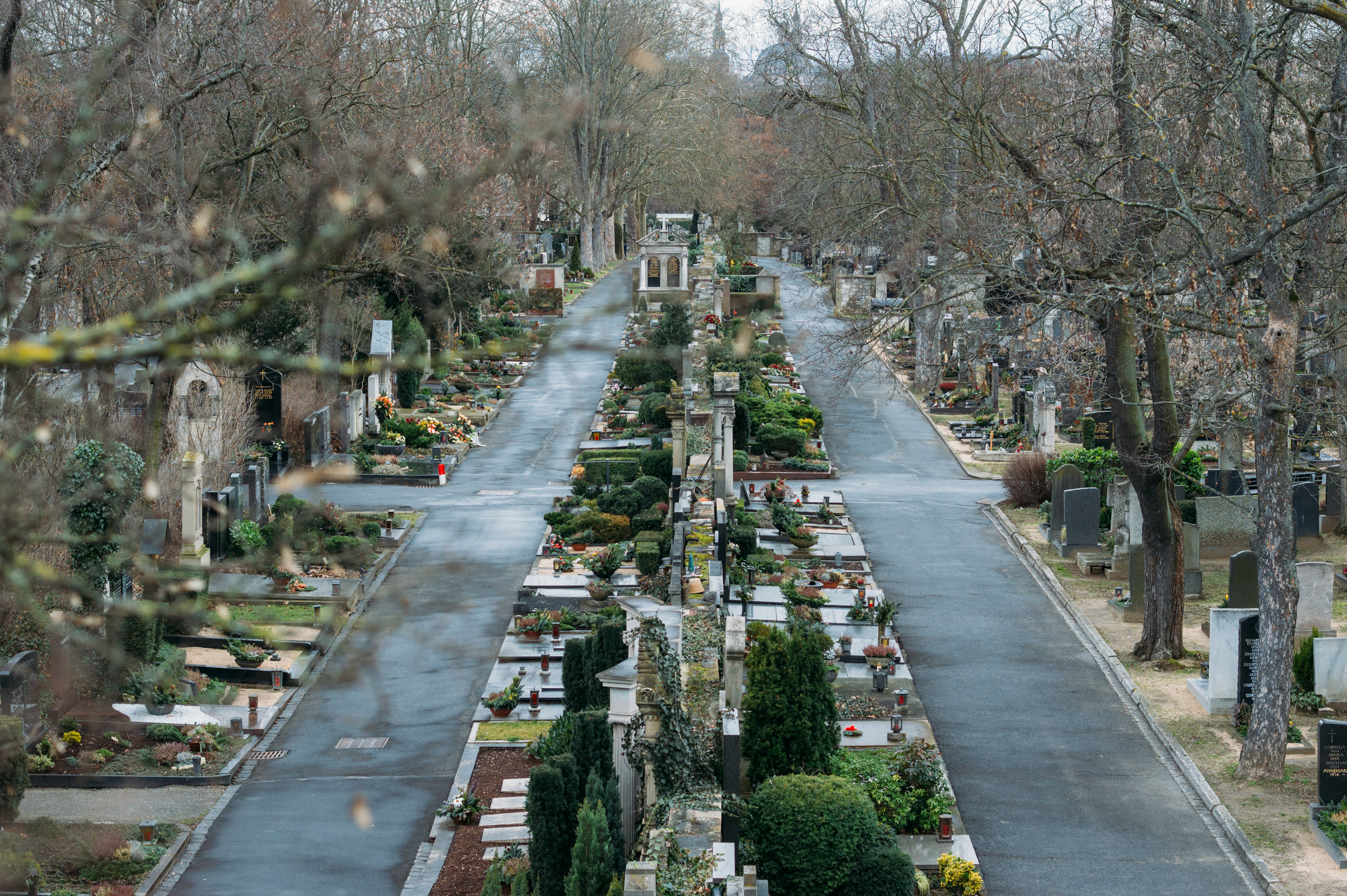
Ostansicht des Hauptfriedhofs
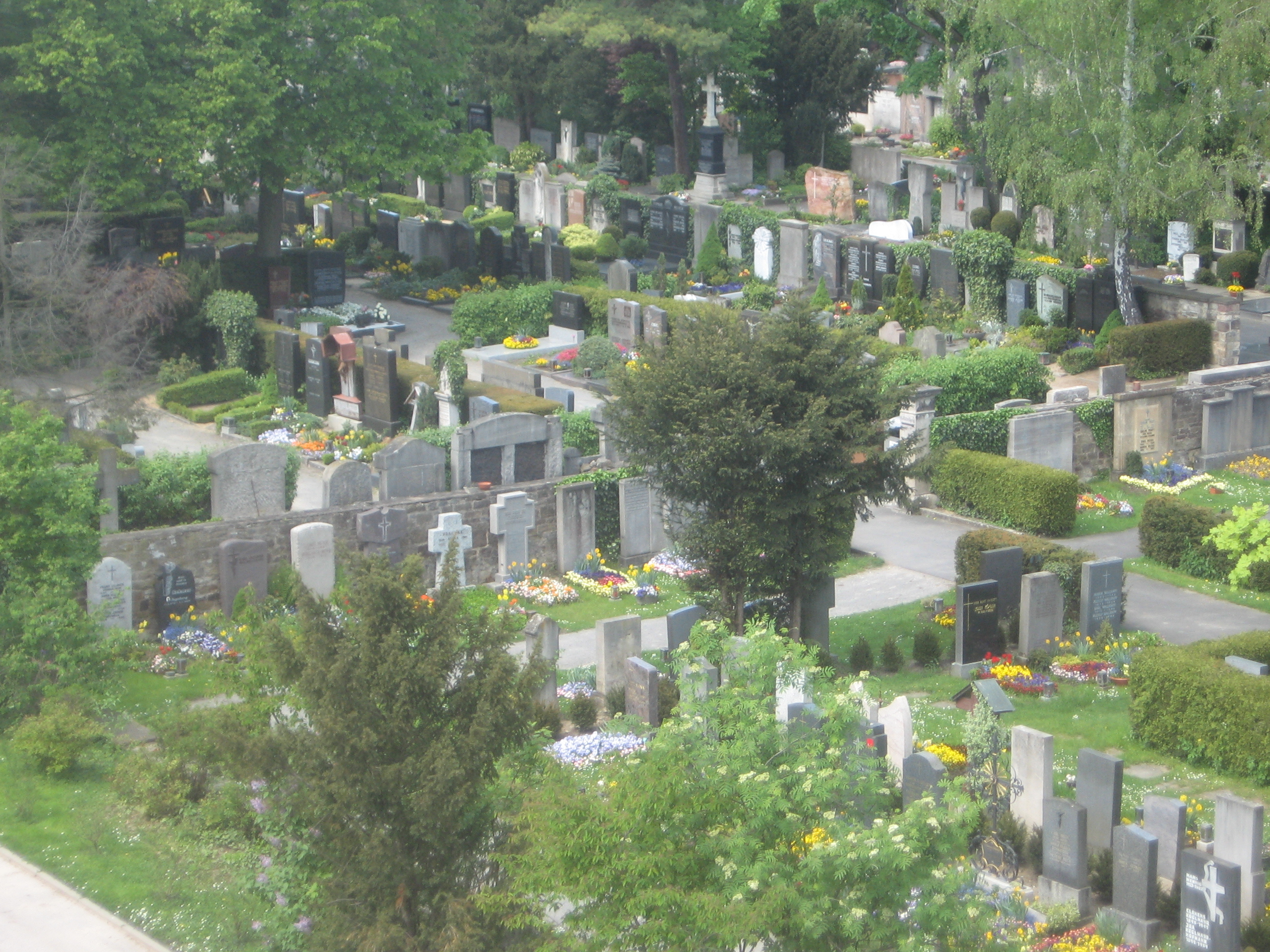
Der Friedhof von einer Brücke im Osten aus gesehen
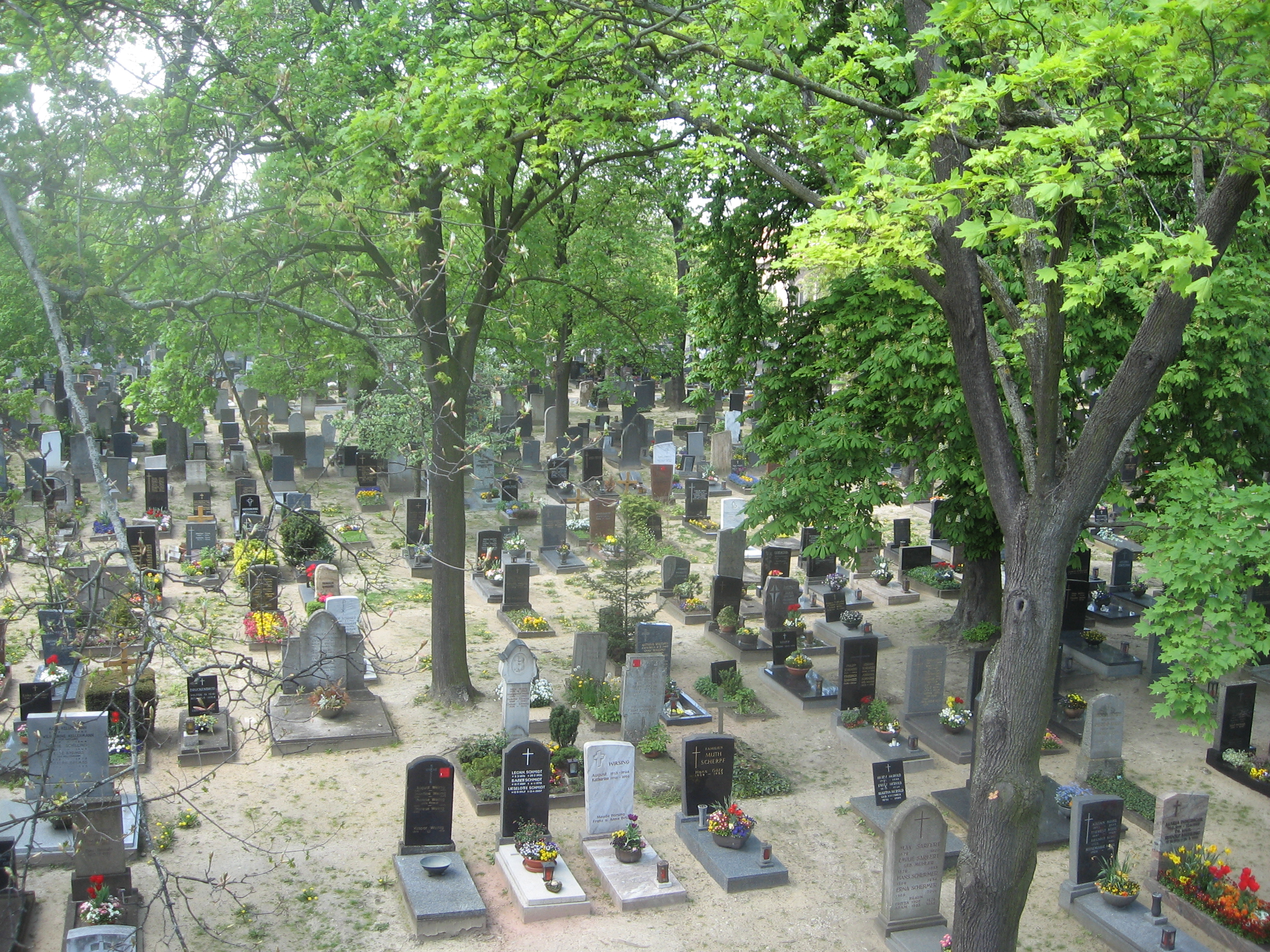
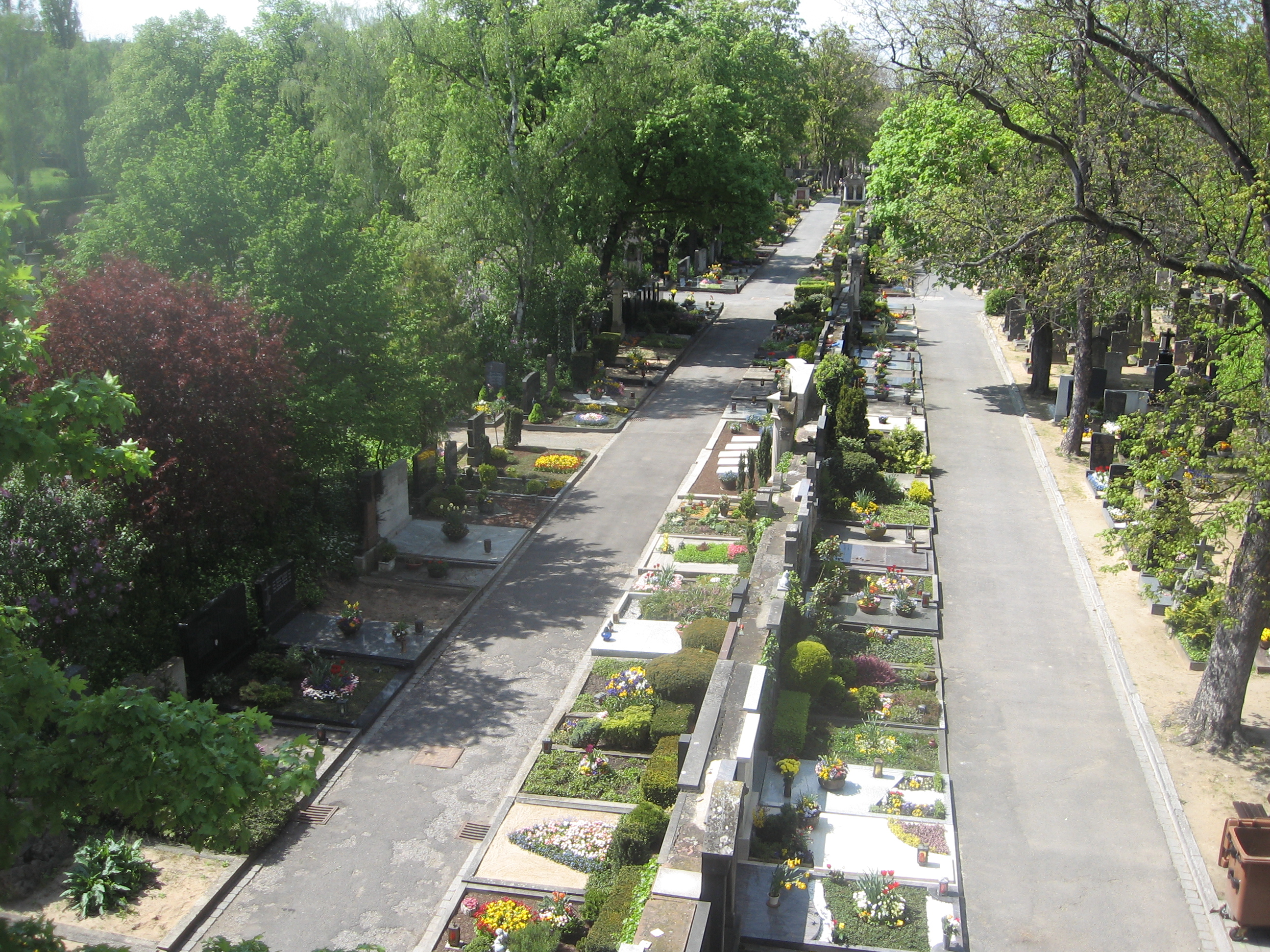
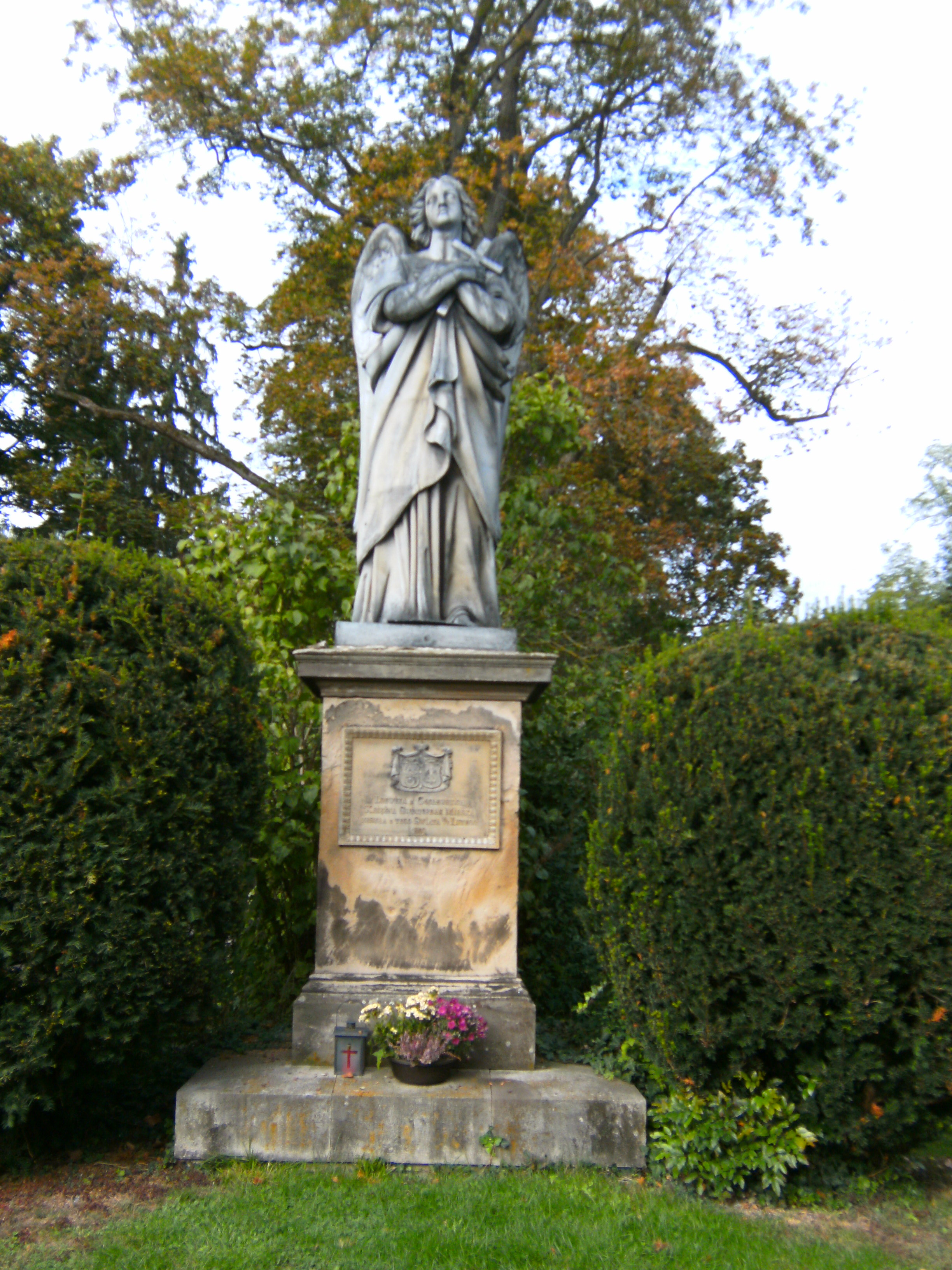
Gedenkstätte für Ludwika Mirska (z Godlewskich)